# Апт Соломон Костянтинович
Соломон Костянтинович Апт (9 вересня 1921 року, Харків — 7 травня 2010 року, Москва) — радянський і російський перекладач і філолог. Уродженець Харкова.

## Біографія
Народився в сім'ї інженера Костянтина Соломоновича Апта (1896, Орша — 1957, Москва) і стоматолога Генрієтти Борисівни Міндлін (1896—1973). Дід — міщанин Шолом-Мендль Мовшевич Апт. До Німецько-Радянської війни жив у Харкові, почав освіту на філологічному факультеті Харківського університету. У 1941—1944 роках перебував у евакуації у Томську.
Закінчив філологічний факультет Московського університету 1947 року. Захистив кандидатську дисертацію про Ювенала у 1950 році. Став відомий з 1953 р. як перекладач античної літератури російською мовою; видатний перекладач з німецької мови.
У перекладі Соломона Апта видано російською мовою трагедії Есхіла, роман «Йосиф та його брати» Томаса Манна, п'єси Бертольта Брехта, роман «Гра в бісер» Германа Гессе, роман «Людина без властивостей» Роберта Музіля. Перший перекладач Франца Кафки російською мовою.
Автор книг «Томас Манн» (біографія, у серії ЖЗЛ) та «Над сторінками Томаса Манна» (книга нарисів).
Член Спілки письменників СРСР (1959). Член громадської редради журналу «Іноземна література». Член редакційної колегії серії книг «Бібліотека античної літератури», що видане видавництвом «Художня література».
Дружина — літературознавець Катерина Василівна Старікова (1924—2021). Син Олександр (нар. 1951) — доктор біологічних наук, професор.
Похований на Митинському цвинтарі після кремації.

## Основні роботи

### Переклади античної літератури
- Теогнід (Феогнід)
- Есхіл
  - Орестея
    - Агамемнон
    - Хоефори
    - Еринії (Евменіди)

  - Семеро проти Фів
  - Благальниці (Молячі)
  - Перси
  - Прометей закутий
- Евріпід
- Арістофан
- Менандр
- Платон

### Переклади німецької літератури
- Т. Манн
  - Доктор Фаустус (спільно з Наталією Ман[ru])
  - Йосип та його брати
  - Обранець
  - Трістан
  - Визнання авантюриста Фелікса Круля
- Ф. Кафка
- Б. Брехт
- Л. Фейхтвангер
- Г. Гессе
- Р. Музіль
  - Людина без властивостей
- М. Фріш
- Е. Канетті та ін.

### Літературознавство та критика
- «Томас Манн». М., серія «Жизнь замечательных людей», 1972
- «Над страницами Томаса Манна». — М., 1980

### Видання перекладів
- Брехт Б. «Мамаша Кураж и её дети». М., 1956
- Брехт Б. «Кавказский меловой круг». М., 1956
- Брехт Б. «Трёхгрошовая опера». М., 1957
- Эсхил. Орестея. М., 1958
- Фейхтвангер Л. Лисы в винограднике. М., 1959
- Манн Т. Доктор Фаустус. М., 1960
- Манн Т. Иосиф и его братья. М., 1968
- Манн Т. Письма. М., 1975
- Штифтер А. Бабье лето. М., 1999

## Нагороди, звання
- Премія ім. Г. Гессе (ФРН, 1982)
- Австрійська державна премія (1986)
- Премія фонду «Знамя» (1995)
- Премія ім. В. Жуковського (2000)
- Австрійський почесний знак «За науку та мистецтво» 1-го класу (Австрія, 2001)
- Премія імені Олександра Меня (2006)[5]
- Почесний доктор Кельнського університету (1989)
- Член-кореспондент Німецької академії літератури та мови